# Оскар (кинопремия, 2010)
82–я церемония награждения премии «Оскар» за заслуги в области кинематографа за 2009 год состоялась 7 марта 2010 года в театре Кодак в Лос-Анджелесе, Калифорния, США. Церемония состоялась не как обычно в конце февраля, а в начале марта, так как с 12 по 28 февраля 2010 года в канадском городе Ванкувер имели место зимние Олимпийские игры. Номинанты, в 24 категориях, были объявлены 2 февраля 2010 года. Церемонию вели известныe актёры Алек Болдуин и Стив Мартин.
Абсолютным лидером по числу наград, шесть из девяти номинаций, стал фильм режиссёра Кэтрин Бигелоу «Повелитель бури». Кэтрин Бигелоу стала первой женщиной за всю историю «Оскара», получившей награду за режиссёрскую работу. Фильм «Аватар», который также участвовал в девяти номинациях, был удостоен премии только в трёх категориях. В этот раз номинантов на главный приз в категории «Лучший фильм» было не пять, а десять. Это было сделано для того, чтобы такие кассовые хиты, как «Аватар» и другие, имели шанс попасть в почётную номинацию. Актрисы Сандра Буллок и Мо'Ник, а также актёры Джефф Бриджес и Кристоф Вальц, которые были уже удостоены премий «Золотой глобус» и Гильдии киноактёров США в том же году, получили награды в тех же категориях за те же фильмы. Наградой за вклад в кинематограф были отмечены 14 ноября 2009 года актриса Лорин Бэколл, кинорежиссёр Роджер Корман и кинооператор Гордон Уиллис. А награду имени Ирвинга Тальберга получил кинопродюсер Джон Калли. Фильм «Палата № 6», российского режиссёра Карена Шахназарова, не вошёл в пятёрку претендентов на «Оскар» в номинации «Лучший фильм на иностранном языке». В этой категории победил аргентинский фильм «Секрет в их глазах».

## Список лауреатов и номинантов
Количество наград/номинаций:
- 6/9: «Повелитель бури»;
- 3/9: «Аватар»;
- 2/6: «Сокровище»;
- 2/5: «Вверх»;
- 2/3: «Сумасшедшее сердце»;
- 1/8: «Бесславные ублюдки»;
- 1/4: «Звёздный путь»;
- 1/3: «Молодая Виктория»;
- 1/2: «Невидимая сторона»;
- 0/6: «Мне бы в небо»;
- 0/4: «Девять» / «Район № 9»;
- 0/3: «Воспитание чувств» / «Принцесса и лягушка»;
- 0/2: «Белая лента» / «Бесподобный мистер Фокс» / «Воображариум доктора Парнаса» / «Непокорённый» / «Посланник» / «Последнее воскресение» / «Серьёзный человек» / «Шерлок Холмс».

 Победители выделены отдельным цветом. 

### Основные категории
| Категории                                                                              | Лауреаты и номинанты                                                        | Лауреаты и номинанты                                          |
| -------------------------------------------------------------------------------------- | --------------------------------------------------------------------------- | ------------------------------------------------------------- |
| Лучший фильм Награду вручал Том Хэнкс                                                  | • «Повелитель бури»                                                         | • «Повелитель бури»                                           |
| Лучший фильм Награду вручал Том Хэнкс                                                  | • «Аватар»                                                                  |                                                               |
| Лучший фильм Награду вручал Том Хэнкс                                                  | • «Бесславные ублюдки»                                                      |                                                               |
| Лучший фильм Награду вручал Том Хэнкс                                                  | • «Вверх»                                                                   |                                                               |
| Лучший фильм Награду вручал Том Хэнкс                                                  | • «Воспитание чувств»                                                       |                                                               |
| Лучший фильм Награду вручал Том Хэнкс                                                  | • «Мне бы в небо»                                                           |                                                               |
| Лучший фильм Награду вручал Том Хэнкс                                                  | • «Невидимая сторона»                                                       |                                                               |
| Лучший фильм Награду вручал Том Хэнкс                                                  | • «Район № 9»                                                               |                                                               |
| Лучший фильм Награду вручал Том Хэнкс                                                  | • «Серьёзный человек»                                                       |                                                               |
| Лучший фильм Награду вручал Том Хэнкс                                                  | • «Сокровище»                                                               |                                                               |
| Лучшая режиссёрская работа Награду вручала Барбра Стрейзанд                            |                                                                             | • Кэтрин Бигелоу — «Повелитель бури»                          |
| Лучшая режиссёрская работа Награду вручала Барбра Стрейзанд                            | • Ли Дэниелс — «Сокровище»                                                  |                                                               |
| Лучшая режиссёрская работа Награду вручала Барбра Стрейзанд                            | • Джеймс Кэмерон — «Аватар»                                                 |                                                               |
| Лучшая режиссёрская работа Награду вручала Барбра Стрейзанд                            | • Джейсон Райтман — «Мне бы в небо»                                         |                                                               |
| Лучшая режиссёрская работа Награду вручала Барбра Стрейзанд                            | • Квентин Тарантино — «Бесславные ублюдки»                                  |                                                               |
| Лучшая мужская роль Награду вручала Кейт Уинслет                                       |                                                                             | • Джефф Бриджес — «Сумасшедшее сердце»                        |
| Лучшая мужская роль Награду вручала Кейт Уинслет                                       | • Джордж Клуни — «Мне бы в небо»                                            |                                                               |
| Лучшая мужская роль Награду вручала Кейт Уинслет                                       | • Джереми Реннер — «Повелитель бури»                                        |                                                               |
| Лучшая мужская роль Награду вручала Кейт Уинслет                                       | • Колин Фёрт — «Одинокий мужчина»                                           |                                                               |
| Лучшая мужская роль Награду вручала Кейт Уинслет                                       | • Морган Фримен — «Непокорённый»                                            |                                                               |
| Лучшая женская роль Награду вручал Шон Пенн                                            |                                                                             | • Сандра Буллок — «Невидимая сторона»                         |
| Лучшая женская роль Награду вручал Шон Пенн                                            | • Кэри Маллиган — «Воспитание чувств»                                       |                                                               |
| Лучшая женская роль Награду вручал Шон Пенн                                            | • Хелен Миррен — «Последнее воскресение»                                    |                                                               |
| Лучшая женская роль Награду вручал Шон Пенн                                            | • Габури Сидибе — «Сокровище»                                               |                                                               |
| Лучшая женская роль Награду вручал Шон Пенн                                            | • Мерил Стрип — «Джули и Джулия: Готовим счастье по рецепту»                |                                                               |
| Лучшая мужская роль второго плана Награду вручала Пенелопа Крус                        |                                                                             | • Кристоф Вальц — «Бесславные ублюдки»                        |
| Лучшая мужская роль второго плана Награду вручала Пенелопа Крус                        | • Мэтт Деймон — «Непокорённый»                                              |                                                               |
| Лучшая мужская роль второго плана Награду вручала Пенелопа Крус                        | • Кристофер Пламмер — «Последнее воскресение»                               |                                                               |
| Лучшая мужская роль второго плана Награду вручала Пенелопа Крус                        | • Стэнли Туччи — «Милые кости»                                              |                                                               |
| Лучшая мужская роль второго плана Награду вручала Пенелопа Крус                        | • Вуди Харрельсон — «Посланник»                                             |                                                               |
| Лучшая женская роль второго плана Награду вручал Робин Уильямс                         |                                                                             | • Мо'Ник — «Сокровище»                                        |
| Лучшая женская роль второго плана Награду вручал Робин Уильямс                         | • Мэгги Джилленхол — «Сумасшедшее сердце»                                   |                                                               |
| Лучшая женская роль второго плана Награду вручал Робин Уильямс                         | • Анна Кендрик — «Мне бы в небо»                                            |                                                               |
| Лучшая женская роль второго плана Награду вручал Робин Уильямс                         | • Пенелопа Крус — «Девять»                                                  |                                                               |
| Лучшая женская роль второго плана Награду вручал Робин Уильямс                         | • Вера Фармига — «Мне бы в небо»                                            |                                                               |
| Лучший оригинальный сценарий Награду вручали Тина Фей и Роберт Дауни-младший           |                                                                             | • «Повелитель бури» — Марк Боал                               |
| Лучший оригинальный сценарий Награду вручали Тина Фей и Роберт Дауни-младший           | • «Вверх» — Боб Питерсон, Том Маккарти и Пит Доктер                         |                                                               |
| Лучший оригинальный сценарий Награду вручали Тина Фей и Роберт Дауни-младший           | • «Бесславные ублюдки» — Квентин Тарантино                                  |                                                               |
| Лучший оригинальный сценарий Награду вручали Тина Фей и Роберт Дауни-младший           | • «Посланник» — Алессандро Камон и Орен Моверман                            |                                                               |
| Лучший оригинальный сценарий Награду вручали Тина Фей и Роберт Дауни-младший           | • «Серьёзный человек» — Братья Коэн                                         |                                                               |
| Лучший адаптированный сценарий Награду вручали Рейчел МакАдамс и Джейк Джилленхол      |                                                                             | • «Сокровище» — Джеффри Флетчер и Сапфир                      |
| Лучший адаптированный сценарий Награду вручали Рейчел МакАдамс и Джейк Джилленхол      | • «В петле» — Джесси Армстронг, Саймон Блэкуэлл, Тони Рош, Армандо Ианнуччи |                                                               |
| Лучший адаптированный сценарий Награду вручали Рейчел МакАдамс и Джейк Джилленхол      | • «Воспитание чувств» — Ник Хорнби                                          |                                                               |
| Лучший адаптированный сценарий Награду вручали Рейчел МакАдамс и Джейк Джилленхол      | • «Мне бы в небо» — Джейсон Райтман и Шелдон Тёрнер                         |                                                               |
| Лучший адаптированный сценарий Награду вручали Рейчел МакАдамс и Джейк Джилленхол      | • «Район № 9» — Нил Бломкамп и Терри Татчелл                                |                                                               |
| Лучший анимационный полнометражный фильм Награду вручали Камерон Диаз и Стив Карелл    | • «Вверх»                                                                   | • «Вверх»                                                     |
| Лучший анимационный полнометражный фильм Награду вручали Камерон Диаз и Стив Карелл    | • «Бесподобный мистер Фокс»                                                 |                                                               |
| Лучший анимационный полнометражный фильм Награду вручали Камерон Диаз и Стив Карелл    | • «Коралина в Стране Кошмаров»                                              |                                                               |
| Лучший анимационный полнометражный фильм Награду вручали Камерон Диаз и Стив Карелл    | • «Принцесса и лягушка»                                                     |                                                               |
| Лучший анимационный полнометражный фильм Награду вручали Камерон Диаз и Стив Карелл    | • «Тайна Келлс»                                                             |                                                               |
| Лучший фильм на иностранном языке Награду вручали Педро Альмодовар и Квентин Тарантино | • «Тайна в его глазах» (Аргентина), реж. Хуан Хосе Кампанелья               | • «Тайна в его глазах» (Аргентина), реж. Хуан Хосе Кампанелья |
| Лучший фильм на иностранном языке Награду вручали Педро Альмодовар и Квентин Тарантино | • «Аджами» (Израиль)                                                        |                                                               |
| Лучший фильм на иностранном языке Награду вручали Педро Альмодовар и Квентин Тарантино | • «Белая лента» (Австрия, Германия)                                         |                                                               |
| Лучший фильм на иностранном языке Награду вручали Педро Альмодовар и Квентин Тарантино | • «Молоко скорби» (Перу)                                                    |                                                               |
| Лучший фильм на иностранном языке Награду вручали Педро Альмодовар и Квентин Тарантино | • «Пророк» (Франция)                                                        |                                                               |

### Другие категории
| Категории                                                                                | Лауреаты и номинанты                                                                                             |
| ---------------------------------------------------------------------------------------- | --- |
| Лучшая музыка к фильму Награду вручали Дженнифер Лопес и Сэм Уортингтон                  | • «Вверх» — Майкл Джаккино                                                                                       |
| Лучшая музыка к фильму Награду вручали Дженнифер Лопес и Сэм Уортингтон                  | • «Аватар» — Джеймс Хорнер                                                                                       |
| Лучшая музыка к фильму Награду вручали Дженнифер Лопес и Сэм Уортингтон                  | • «Бесподобный мистер Фокс» — Александр Деспла                                                                   |
| Лучшая музыка к фильму Награду вручали Дженнифер Лопес и Сэм Уортингтон                  | • «Повелитель бури» — Марко Белтрами и Бак Сандерс                                                               |
| Лучшая музыка к фильму Награду вручали Дженнифер Лопес и Сэм Уортингтон                  | • «Шерлок Холмс» — Ханс Циммер                                                                                   |
| Лучшая песня к фильму Награду вручали Майли Сайрус и Аманда Сейфрид                      | • «The Weary Kind (Theme from Crazy Heart)» — «Сумасшедшее сердце» (исполнители: Райан Бингхэм и Ти-Боун Бёрнэт) |
| Лучшая песня к фильму Награду вручали Майли Сайрус и Аманда Сейфрид                      | • «Almost There» — «Принцесса и лягушка» (исполнитель: Рэнди Ньюман)                                             |
| Лучшая песня к фильму Награду вручали Майли Сайрус и Аманда Сейфрид                      | • «Down in New Orleans» — «Принцесса и лягушка» (исполнитель: Рэнди Ньюман)                                      |
| Лучшая песня к фильму Награду вручали Майли Сайрус и Аманда Сейфрид                      | • «Loin de Paname» — «Париж! Париж!» (исполнитель: Фрэнк Томас)                                                  |
| Лучшая песня к фильму Награду вручали Майли Сайрус и Аманда Сейфрид                      | • «Take It All» — «Девять» (исполнитель: Мори Йестон)                                                            |
| Лучшая операторская работа Награду вручалa Сандра Буллок                                 | • «Аватар» — Мауро Фиоре                                                                                         |
| Лучшая операторская работа Награду вручалa Сандра Буллок                                 | • «Белая лента» — Кристиан Бергер                                                                                |
| Лучшая операторская работа Награду вручалa Сандра Буллок                                 | • «Бесславные ублюдки» — Роберт Ричардсон                                                                        |
| Лучшая операторская работа Награду вручалa Сандра Буллок                                 | • «Гарри Поттер и Принц-полукровка» — Брюно Дельбоннель                                                          |
| Лучшая операторская работа Награду вручалa Сандра Буллок                                 | • «Повелитель бури» — Барри Экройд                                                                               |
| Лучшая работа художника-постановщика Награду вручала Сигурни Уивер                       | • «Аватар» — Рик Картер, Роберт Стромберг и Ким Синклер                                                          |
| Лучшая работа художника-постановщика Награду вручала Сигурни Уивер                       | • «Воображариум доктора Парнаса» — Дэвид Уоррен, Анастасия Масаро и Кэролайн Смит                                |
| Лучшая работа художника-постановщика Награду вручала Сигурни Уивер                       | • «Девять» — Джон Майр и Гордон Сим                                                                              |
| Лучшая работа художника-постановщика Награду вручала Сигурни Уивер                       | • «Молодая Виктория» — Патрис Вермет и Мэгги Грэй                                                                |
| Лучшая работа художника-постановщика Награду вручала Сигурни Уивер                       | • «Шерлок Холмс» — Сара Гринвуд и Кэти Спенсер                                                                   |
| Лучший дизайн костюмов Награду вручали Сара Джессика Паркер и Том Форд                   | • «Молодая Виктория» — Сэнди Пауэлл                                                                              |
| Лучший дизайн костюмов Награду вручали Сара Джессика Паркер и Том Форд                   | • «Воображариум доктора Парнаса» — Моник Прудом                                                                  |
| Лучший дизайн костюмов Награду вручали Сара Джессика Паркер и Том Форд                   | • «Девять» — Коллин Этвуд                                                                                        |
| Лучший дизайн костюмов Награду вручали Сара Джессика Паркер и Том Форд                   | • «Коко до Шанель» — Катрин Летерье                                                                              |
| Лучший дизайн костюмов Награду вручали Сара Джессика Паркер и Том Форд                   | • «Яркая звезда» — Джанет Паттерсон                                                                              |
| Лучший монтаж Награду вручал Тайлер Перри                                                | • «Повелитель бури» — Крис Иннис и Боб Муравски                                                                  |
| Лучший монтаж Награду вручал Тайлер Перри                                                | • «Аватар» — Джеймс Кэмерон, Джон Рефуа и Стивен И. Ривкин                                                       |
| Лучший монтаж Награду вручал Тайлер Перри                                                | • «Район № 9» — Джулиан Кларк                                                                                    |
| Лучший монтаж Награду вручал Тайлер Перри                                                | • «Бесславные ублюдки» — Салли Менке                                                                             |
| Лучший монтаж Награду вручал Тайлер Перри                                                | • «Сокровище» — Джо Клотц                                                                                        |
| Лучший грим Награду вручал Бен Стиллер                                                   | • «Звёздный путь» — Барни Бурман, Минди Холл и Джоэл Харлоу                                                      |
| Лучший грим Награду вручал Бен Стиллер                                                   | • «Изумительный» — Альдо Синьоретти                                                                              |
| Лучший грим Награду вручал Бен Стиллер                                                   | • «Молодая Виктория» — Джон Генри Гордон и Дженни Ширкор                                                         |
| Лучший звуковой монтаж Награду вручали Анна Кендрик и Зак Эфрон                          | • «Повелитель бури» — Пол Н. Дж. Оттоссон                                                                        |
| Лучший звуковой монтаж Награду вручали Анна Кендрик и Зак Эфрон                          | • «Аватар» — Кристофер Бойес и Гвендолин Уиттл                                                                   |
| Лучший звуковой монтаж Награду вручали Анна Кендрик и Зак Эфрон                          | • «Вверх» — Майкл Сильверс и Том Майерс                                                                          |
| Лучший звуковой монтаж Награду вручали Анна Кендрик и Зак Эфрон                          | • «Бесславные ублюдки» — Уайли Стэйтман                                                                          |
| Лучший звуковой монтаж Награду вручали Анна Кендрик и Зак Эфрон                          | • «Звёздный путь» — Марк Стокингер и Алан Рэнкин                                                                 |
| Лучший звук Награду вручали Анна Кендрик и Зак Эфрон                                     | • «Повелитель бури» — Пол Н. Дж. Оттоссон и Рэй Беккет                                                           |
| Лучший звук Награду вручали Анна Кендрик и Зак Эфрон                                     | • «Аватар» — Кристофер Бойес, Гэри Саммерс, Энди Нельсон и Тони Джонсон                                          |
| Лучший звук Награду вручали Анна Кендрик и Зак Эфрон                                     | • «Бесславные ублюдки» — Майкл Минклер, Тони Ламберти и Марк Улано                                               |
| Лучший звук Награду вручали Анна Кендрик и Зак Эфрон                                     | • «Звёздный путь» — Анна Белмер, Энди Нельсон и Питер Дж. Девлин                                                 |
| Лучший звук Награду вручали Анна Кендрик и Зак Эфрон                                     | • «Трансформеры: Месть падших» — Грег П. Расселл, Гэри Саммерс и Джеффри Паттерсон                               |
| Лучшие визуальные эффекты Награду вручали Джерард Батлер и Брэдли Купер                  | • «Аватар» — Джо Леттери, Стивен Розенбаум, Ричард Бенихема и Эндрю Р. Джонс                                     |
| Лучшие визуальные эффекты Награду вручали Джерард Батлер и Брэдли Купер                  | • «Звёздный путь» — Роджер Гайетт, Рассел Эрл, Пол Кэвэн и Барт Далтон                                           |
| Лучшие визуальные эффекты Награду вручали Джерард Батлер и Брэдли Купер                  | • «Район № 9» — Дэн Кауфман, Питер Миюзер, Роберт Хаброс и Матт Эйткен                                           |
| Лучший документальный полнометражный фильм Награду вручал Мэтт Дэймон                    | • «Бухта» |
| Лучший документальный полнометражный фильм Награду вручал Мэтт Дэймон                    | • «Бирманский видеорепортёр»                                                                                     |
| Лучший документальный полнометражный фильм Награду вручал Мэтт Дэймон                    | • Корпорация «Еда»                                                                                               |
| Лучший документальный полнометражный фильм Награду вручал Мэтт Дэймон                    | • «Самый опасный человек в Америке: Даниэль Эллсберг и документы Пентагона»                                      |
| Лучший документальный полнометражный фильм Награду вручал Мэтт Дэймон                    | • «Какая дорога ведет домой?»                                                                                    |
| Лучший документальный короткометражный фильм Награду вручали Кэри Маллиган и Зои Салдана | • «Музыка Пруденса»                                                                                              |
| Лучший документальный короткометражный фильм Награду вручали Кэри Маллиган и Зои Салдана | • «Кролик по-берлински»                                                                                          |
| Лучший документальный короткометражный фильм Награду вручали Кэри Маллиган и Зои Салдана | • «Неприродные опасности Китая: Слёзы в провинции Сычуань»                                                       |
| Лучший документальный короткометражный фильм Награду вручали Кэри Маллиган и Зои Салдана | • «Последний вагон: Закрытие завода GM»                                                                          |
| Лучший документальный короткометражный фильм Награду вручали Кэри Маллиган и Зои Салдана | • «Последняя кампания губернатора Бута Гарднера»                                                                 |
| Лучший анимационный короткометражный фильм Награду вручали Кэри Маллиган и Зои Салдана   | • «Логорама» |
| Лучший анимационный короткометражный фильм Награду вручали Кэри Маллиган и Зои Салдана   | • «Женщина и смерть»                                                                                             |
| Лучший анимационный короткометражный фильм Награду вручали Кэри Маллиган и Зои Салдана   | • «Невероятные приключения Уоллеса и Громита: Дело о хлебе и смерти»                                             |
| Лучший анимационный короткометражный фильм Награду вручали Кэри Маллиган и Зои Салдана   | • «Спящая красавица бабушки О’Гримм»                                                                             |
| Лучший анимационный короткометражный фильм Награду вручали Кэри Маллиган и Зои Салдана   | • «Французский кофе»                                                                                             |
| Лучший игровой короткометражный фильм Награду вручали Кэри Маллиган и Зои Салдана        | • «Новые арендаторы»                                                                                             |
| Лучший игровой короткометражный фильм Награду вручали Кэри Маллиган и Зои Салдана        | • «Вместо Абракадабры»                                                                                           |
| Лучший игровой короткометражный фильм Награду вручали Кэри Маллиган и Зои Салдана        | • «Дверь» |
| Лучший игровой короткометражный фильм Награду вручали Кэри Маллиган и Зои Салдана        | • «Кави» |
| Лучший игровой короткометражный фильм Награду вручали Кэри Маллиган и Зои Салдана        | • «Чудо-рыба» |